# El hombre del traje gris (álbum)
El hombre del traje gris es el sexto disco del cantautor español Joaquín Sabina, sacado a la venta en 1988.
Es un disco mucho más oscuro que los anteriores trabajos del jienense. Temas como ¿Quién me ha robado el mes de abril? respiran una cierta tristeza que, sin embargo, no fue óbice para continuar con el buen nivel de ventas cosechado por los anteriores álbumes.
Para componer las canciones que lo integran, Sabina se recluyó durante un tiempo en el Monasterio de El Paular. También algunas fueron escritas en Madeira, Las Palmas; y según el propio autor, "ciertos bares de Madrid de cuyo nombre no quiero acordarme".
Tres de las canciones que integran el disco (Nacidos para perder, Los perros del amanecer y ¿Quién me ha robado el mes de abril?) estaban incluidas, en una primera versión fragmentaria, en la banda sonora de la película Sinatra, de Francisco Betriu.
En su versión en casete, el álbum quedaba reducido a 10 temas (se suprimían Juegos de azar y Locos de atar). En su versión en LP, tan sólo aparecían 9 temas (aparte de las dos anteriormente citadas, tampoco aparecía Cuando aprieta el frío).
Como hecho anecdótico, reseñar que en este disco comenzó a colaborar Antonio García de Diego con Joaquín Sabina, y que es el primer disco producido por el propio Antonio García de Diego, Pancho Varona y Joaquín Sabina, productores habituales a partir de entonces. Aunque sigue teniendo rock, el disco se abre a una mayor variedad de géneros musicales.
El diseño de la carpeta corrió a cargo de Juan Vida.

## Temas
1. Eva tomando el sol (J. Sabina / P. Varona) - 5:47
2. Besos en la frente (J. Sabina / P. Varona) - 5:11
3. ¿Quién me ha robado el mes de abril? (J. Sabina) - 5:03
4. Una de romanos (J. Sabina / P. Varona / J. Mora / A. García de Diego / E. Cabezas) - 4:49
5. Juegos de azar (J. Sabina / A. Sánchez) - 3:27
6. Locos de atar (J. Sabina) - 4:00
7. Nacidos para perder (J. Sabina / A. Sánchez) - 3:50
8. Peligro de incendio (J. Sabina / P. Varona) - 3:36
9. ¡Al ladrón, al ladrón! (J. Sabina) - 5:44
10. Cuando aprieta el frío (B. Prado / J. Sabina / P. Varona) - 4:00
11. Los perros del amanecer (J. Sabina / P. Varona) - 4:14
12. Rap del optimista (J. Sabina) - 4:26

## Músicos
- Baterías acústica: Sergio Castillo y Paco Beneyto.
- Baterías programadas: Paco Beneyto y Vicent Climent.
- Bajo eléctrico: Esteban Cabezos y José Nodar.
- Bajo sintetizado: Javier Mora.
- Guitarras eléctricas: John Parsons, Pancho Varona, Antonio García de Diego y Jaime Asúa.
- Teclados: Javier Mora, Antonio García de Diego.
- Guitarras acústicas: Pancho Varona, Antonio García de Diego y Joaquín Sabina.
- Percusiones: Wally Fraza, Ester Godínez.
- Metales: Javier Paxariño, Andreas Prittwitz, José Luis Medrano, Jim Kashisian.
- Coros: Mercedes Doreste, Maisa Hens, Doris Calés, Antonio García de Diego, Jaime Asúa, Pancho Varona, Joaquín Sabina, Ester Godínez.
- Bandoneón: Osvaldo Larrea.